# Atletica leggera ai Giochi della XXIV Olimpiade - 3000 metri siepi

Video della Finale

I 3000 metri siepi hanno fatto parte del programma maschile di atletica leggera ai Giochi della XXIV Olimpiade. La competizione si è svolta nei giorni 26-30 settembre 1988 allo Stadio olimpico di Seul.

## Presenze ed assenze dei campioni in carica
| Competizione        | Atleta            | Prestazione | Seul 1988 |
| ------------------- | ----------------- | ----------- | --------- |
| Olimpiadi 1984      | Julius Korir      | 8'11”80     | Assente   |
| Commonwealth 1986   | Graeme Fell       | 8'24”49     | Presente  |
| Goodwill Games 1986 | Hagen Melzer      | 8'23”06     | Presente  |
| Europei 1986        | Hagen Melzer      | 8'16”65     | Presente  |
| Asiatici 1986       | Shigeyuki Aikyo   | 8'36”98     | Assente   |
| Africani 1987       | Patrick Sang      | 8'33”69     | Presente  |
| Mondiali 1987       | Francesco Panetta | 8'08”57     | Presente  |

## La gara
I kenioti, favoriti, si qualificano agevolmente. L'Italia spera in Francesco Panetta, campione mondiale in carica, e Alessandro Lambruschini.

La tattica di Francesco Panetta è di stare davanti e fare la gara sul ritmo, per sfiancare gli avversari. Però in finale qualcosa non va: il campione del mondo tira per 2000 metri, poi al primo allungo dei rivali si sfila e finisce nelle retrovie.

Il keniota Kariuki prende le redini della gara e vince battendo il connazionale Koech con il nuovo record olimpico.

Dietro ai due kenioti, un terzetto di atleti europei: il britannico Mark Rowland, che si aggiudica il bronzo con il record nazionale; Alessandro Lambruschini ottiene il secondo migliore tempo italiano di sempre ed il belga William Van Dijck è quinto.

Solo nono Francesco Panetta.
Il tempo di Kariuki è la seconda miglior prestazione mondiale di tutti i tempi.

## Risultati

### Turni eliminatori
| 3 Batterie   | 26 settembre | 33 partenti su 39 iscritti | Si qualificano i primi 7 più i 5 migliori tempi. |
| 2 Semifinali | 28 settembre | 13 + 13                    | Si qualificano i primi 5 più i 3 migliori tempi. |
| Finale       | 30 settembre | 13 concorrenti             |                                                  |

## Batterie
Lunedì 26 settembre 1988.

### 1ª Batteria
| Posizione | Corsia | Nome                    | Nazionalità   | Tempo   | Note |
| --------- | ------ | ----------------------- | ------------- | ------- | ---- |
| 1         | -      | Raymond Pannier         | Francia       | 8'30"94 | Q    |
| 2         | -      | Mark Rowland            | Gran Bretagna | 8'31"40 | Q    |
| 3         | -      | Peter Koech             | Kenya         | 8'31"66 | Q    |
| 4         | -      | Alessandro Lambruschini | Italia        | 8'32"59 | Q    |
| 5         | -      | Adauto Domingues        | Brasile       | 8'32"77 | Q    |
| 6         | -      | Henry Marsh             | Stati Uniti   | 8'33"89 | Q    |
| 7         | -      | Hans Koeleman           | Paesi Bassi   | 8'35"20 | Q    |
| 8         | -      | Hector Begeo            | Filippine     | 8'46"60 | q    |
| 9         | -      | Ramon Lopez             | Paraguay      | 8'56"06 | q    |
| 10        | -      | Davendra Singh          | Figi          | 9'23"50 |      |
| -         | -      | Abdelaziz Sahere        | Marocco       | dq      |      |

### 2ª Batteria
| Posizione | Corsia | Nome              | Nazionalità   | Tempo   | Note |
| --------- | ------ | ----------------- | ------------- | ------- | ---- |
| 1         | -      | Francesco Panetta | Italia        | 8'29"75 | Q    |
| 2         | -      | Julius Kariuki    | Kenya         | 8'33"42 | Q    |
| 3         | -      | Azzeddine Brahmi  | Algeria       | 8'35"59 | Q    |
| 4         | -      | Brian Diemer      | Stati Uniti   | 8'38"40 | Q    |
| 5         | -      | Eddie Wedderburn  | Gran Bretagna | 8'38"90 | Q    |
| 6         | -      | Boguslav Maminski | Polonia       | 8'45"72 |      |
| 7         | -      | Graeme Fell       | Canada        | 8'51"25 |      |
| 8         | -      | Han Sik Cha       | Corea del Sud | 8'59"82 |      |
| 9         | -      | Ikaji Salom       | Tanzania      | 9'10"56 |      |
| -         | -      | Emilio Ulloa      | Cile          | r       |      |
| -         | -      | Béla Vágó         | Ungheria      | dns     |      |

### 3ª Batteria
| Posizione | Corsia | Nome               | Nazionalità    | Tempo   | Note  |
| --------- | ------ | ------------------ | -------------- | ------- | ----- |
| 1         | -      | Patrick Sang       | Kenya          | 8'36"11 | Q     |
| 2         | -      | Jens Volkmann      | Germania Ovest | 8'36"37 | Q     |
| 3         | -      | Hagen Melzer       | Germania Est   | 8'36"45 | Q     |
| 4         | -      | Brian Abshire      | Stati Uniti    | 8'36"56 | Q     |
| 5         | -      | William Van Dijck  | Belgio         | 8'36"80 | Q     |
| 6         | -      | Bruno Le Stum      | Francia        | 8'36"95 | q     |
| 7         | -      | Féthi Baccouche    | Tunisia        | 8'38"67 | q     |
| 8         | -      | Roger Hackney      | Gran Bretagna  | 8'39"30 | q     |
| 9         | -      | Brendan Quinn      | Irlanda        | 8'40"87 | q     |
| 10        | -      | Hameed Al Dousari  | Arabia Saudita | 8'45"24 | q     |
| 11        | -      | Abdullah Al Doseri | Bahrein        | 9'10"85 | [ 2 ] |

## Semifinali
Mercoledì 28 settembre 1988.

### 1ª semifinale
| Posizione | Nome              | Nazionalità   | Tempo   | Note  |
| --------- | ----------------- | ------------- | ------- | ----- |
| 1         | William Van Dijck | Belgio        | 8'15"63 | Q     |
| 2         | Peter Koech       | Kenya         | 8'15"68 | Q     |
| 3         | Hagen Melzer      | Germania Est  | 8'16"27 | Q     |
| 4         | Patrick Sang      | Kenya         | 8'16"70 | Q     |
| 5         | Francesco Panetta | Italia        | 8'17"23 | Q     |
| 6         | Boguslav Maminski | Polonia       | 8'18"28 | q     |
| 7         | Henry Marsh       | Stati Uniti   | 8'18"94 | q     |
| 8         | Hans Koeleman     | Paesi Bassi   | 8'21"86 |       |
| 9         | Bruno Le Stum     | Francia       | 8'26"69 |       |
| 10        | Eddie Wedderburn  | Gran Bretagna | 8'28"62 |       |
| 11        | Adauto Domingues  | Brasile       | 8'35"05 |       |
| 12        | Héctor Begeo      | Filippine     | 8'35"09 | [ 3 ] |
| -         | Roger Hackney     | Gran Bretagna | r       |       |

### 2ª semifinale
| Posizione | Nome                    | Nazionalità    | Tempo   | Note |
| --------- | ----------------------- | -------------- | ------- | ---- |
| 1         | Azzeddine Brahmi        | Algeria        | 8'16"54 | , Q  |
| 2         | Alessandro Lambruschini | Italia         | 8'16"92 | , Q  |
| 3         | Mark Rowland            | Gran Bretagna  | 8'18"31 | Q    |
| 4         | Julius Kariuki          | Kenya          | 8'18"53 | Q    |
| 5         | Raymond Pannier         | Francia        | 8'19"39 | Q    |
| 6         | Graeme Fell             | Canada         | 8'19"99 | q    |
| 7         | Brian Diemer            | Stati Uniti    | 8'23"89 |      |
| 8         | Jens Volkmann           | Germania Ovest | 8'25"19 |      |
| 9         | Brian Abshire           | Stati Uniti    | 8'27"78 |      |
| 10        | Féthi Baccouche         | Tunisia        | 8'31"36 |      |
| 11        | Brendan Quinn           | Irlanda        | 8'43"34 |      |
| 12        | Hameed Al Dousari       | Arabia Saudita | 8'44"22 |      |
| 13        | Ramon Lopez             | Paraguay       | 8'52"62 |      |

## Finale
| Record mondiale      | Henry Rono      | 8'05"4 m | Seattle  | 13 maggio 1978 |
| Record olimpico      | Anders Gärderud | 8'08"02  | Montreal | 28 luglio 1976 |
| Capolista stagionale | Peter Koech     | 8'11"61  | Nizza    | 10 luglio 1988 |

Venerdì 30 settembre 1988, Stadio olimpico di Seul.
| Pos. | Corsia | Atleta                  | Età | Nazione       | Tempo   | Note                          |
| ---- | ------ | ----------------------- | --- | ------------- | ------- | ----------------------------- |
|      | -      | Julius Kariuki          | 27  | Kenya         | 8'05"51 | Record olimpico               |
|      | -      | Peter Koech             | 30  | Kenya         | 8'06"79 | Miglior prestazione personale |
|      | -      | Mark Rowland            | 25  | Gran Bretagna | 8'07"96 |                               |
| 4    | -      | Alessandro Lambruschini | 23  | Italia        | 8'12"17 | Miglior prestazione personale |
| 5    | -      | William Van Dijck       | 23  | Belgio        | 8'13"99 |                               |
| 6    | -      | Henry Marsh             | 34  | Stati Uniti   | 8'14"39 |                               |
| 7    | -      | Patrick Sang            | 24  | Kenya         | 8'15"22 |                               |
| 8    | -      | Boguslav Maminski       | 32  | Polonia       | 8'15"97 |                               |
| 9    | -      | Francesco Panetta       | 25  | Italia        | 8'17"79 |                               |
| 10   | -      | Hagen Melzer            | 29  | Stati Uniti   | 8'19"82 |                               |
| 11   | -      | Graeme Fell             | 29  | Canada        | 8'21"73 |                               |
| 12   | -      | Raymond Pannier         | 27  | Francia       | 8'23"80 |                               |
| 13   | -      | Azzeddine Brahmi        | 22  | Algeria       | 8'26"68 |                               |